# The Glow of Love
The Glow of Love è il primo album in studio del gruppo musicale italo-statunitense Change, pubblicato nel 1980. I brani sono stati composti da musicisti italiani, tra cui Mauro Malavasi e Davide Romani.

## Tracce
Side 1
1. A Lover's Holiday (a Jim Burgess mix) – 6:24
2. It's a Girl's Affair – 5:29
3. Angel in My Pocket – 6:10

Side 2
1. The Glow of Love – 6:11
2. Searching – 8:01
3. The End – 5:54

## Formazione
- Luther Vandross - voce, cori
- Mauro Malavasi - tastiera, cori, arrangiamento
- Steve Ferrone - batteria
- Davide Romani - basso
- Paolo Gianolio - chitarra
- Jocelyn Brown - voce in (it’s a girl’s affair)

Produzione
- Mauro Malavasi – missaggio, mastering

## Classifiche
| Classifiche (1980)        | Posizione massima |
| ------------------------- | ----------------- |
| Italia                    | 22                |
| Stati Uniti               | 29                |
| Stati Uniti (R&B/hip-hop) | 10                |